# 에드빈스 오졸린슈
에드빈스 오졸린슈(라트비아어: Edvīns Ozoliņš, 러시아어: Эдвин Сигизмундович Озолин, 1939년 2월 12일 ~ )는 라트비아의 전직 육상 선수이다. 그는 1960년과 1964년 올림픽에서 다양한 단거리달리기 종목에 참가했고, 400m 계주에서 은메달을 획득했다.
오졸린슈는 레닌그라드에서 태어났다. 그는 1955년에 육상을 시작했고 이어서 1960년대 소련 최고의 단거리달리기 선수가 되었다. 1984년부터 1992년 사이에 그는 소련 단거리달리기와 허들 대표팀을 향했고 1992년부터 2003년 사이에 말레이시아 육상 대표팀을 향했다. 그는 단거리달리기에서 여러 가지 교재를 썼다.

## 참조
1. ↑  “에드빈스 오졸린슈”. 2015년 7월 4일에 원본 문서에서 보존된 문서. 2016년 9월 23일에 확인함.